# Cosio di Arroscia
Cosio di Arroscia é uma comuna italiana da região da Ligúria, província de Impéria, com cerca de 278 habitantes. Estende-se por uma área de 40 km², tendo uma densidade populacional de 7 hab/km². Faz fronteira com Briga Alta (CN), Mendatica, Montegrosso Pian Latte, Ormea (CN), Pornassio.

## Demografia
| Variação demográfica do município entre 1861 e 2011                               |
|                                                                                   |
| Fonte: Istituto Nazionale di Statistica (ISTAT) - Elaboração gráfica da Wikipedia |